# دولت أباد (نمين)
دولت أباد هي قرية في مقاطعة نمين، إيران. عدد سكان هذه القرية هو 1,484 في سنة 2006.